# Манихинский сельсовет
Манихинский сельсовет — упразднённая административно-территориальная единица, существовавшая на территории Московской губернии и Московской области до 1939 года.
Манихинский сельсовет был образован в первые годы советской власти. В 1919 году Манихинский с/с входил в Еремеевскую волость Звенигородского уезда Московской губернии.
В 1920 году Манихинский с/с был упразднён.
В 1921 году Манихинский с/с был восстановлен в Еремеевской волости (которая к тому моменту входила в Воскресенского уезда) путём выделения из Павловского с/с.
В 1924 году к Манихинскому с/с был присоединён Павловский с/с.
В 1926 году Манихинский с/с был упразднён путём объединения с Санниковским с/с в новый Павловский с/с.
В 1927 году Манихинский с/с был снова восстановлен.
В 1929 году Манихинский с/с был отнесён к Воскресенскому району Московского округа Московской области.
30 октября 1930 года Воскресенский район был переименован в Истринский район.
17 июля 1939 года Манихинский сельсовет был упразднён, а его территория (селения Лужки и Манихино) передана в Павло-Лужецкий с/с.